# Prunay-le-Temple
Prunay-le-Temple è un comune francese di 389 abitanti situato nel dipartimento degli Yvelines nella regione dell'Île-de-France.

## Società

### Evoluzione demografica
Abitanti censiti